# Лужна (Польща)
Лужна (пол. Łużna) — село в Польщі, у гміні Лужна Горлицького повіту Малопольського воєводства.
Населення — 3184 особи (2011).
У 1975-1998 роках село належало до Новосондецького воєводства.

## Демографія
Демографічна структура станом на 31 березня 2011 року:
|          | Загалом | Допрацездатний вік | Працездатний вік | Постпрацездатний вік |
| -------- | ------- | ------------------ | ---------------- | -------------------- |
| Чоловіки | 1613    | 388                | 1088             | 137                  |
| Жінки    | 1571    | 340                | 909              | 322                  |
| Разом    | 3184    | 728                | 1997             | 459                  |